# اوربا (رود)
اوربا یک رود فصلی در شمال ایتالیا می باشد.